# Monmouth Railway

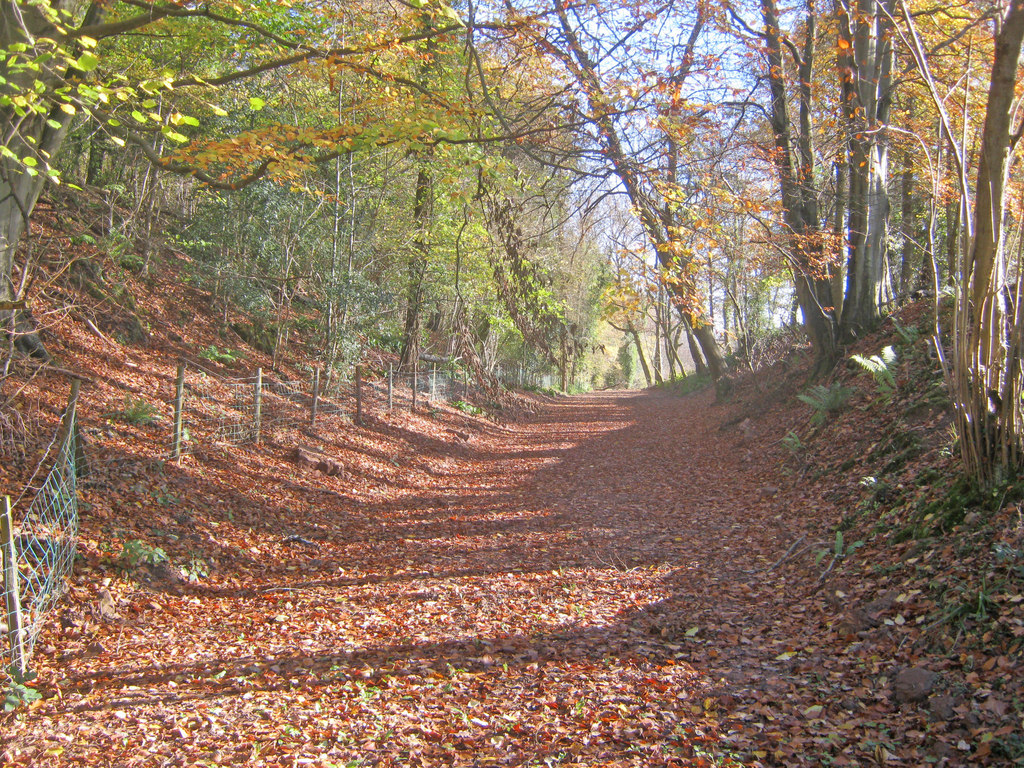
Coleford railway cutting nördlich Redbrook

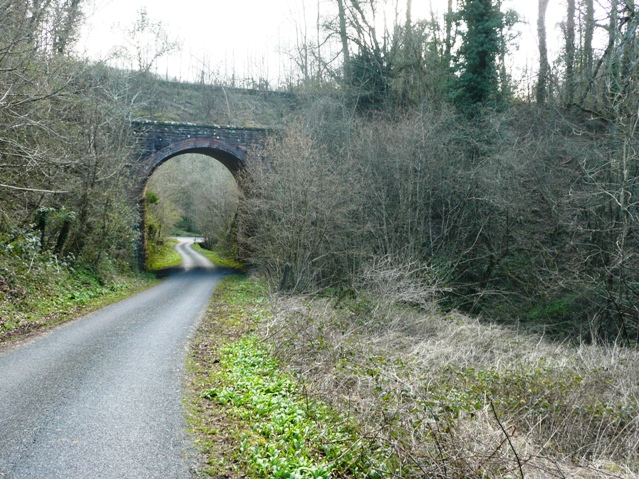
Knockall Inclousure nordöstlich Redbrook

Die Monmouth Railway war eine britische Eisenbahngesellschaft in Gloucestershire in England.

## Geschichte

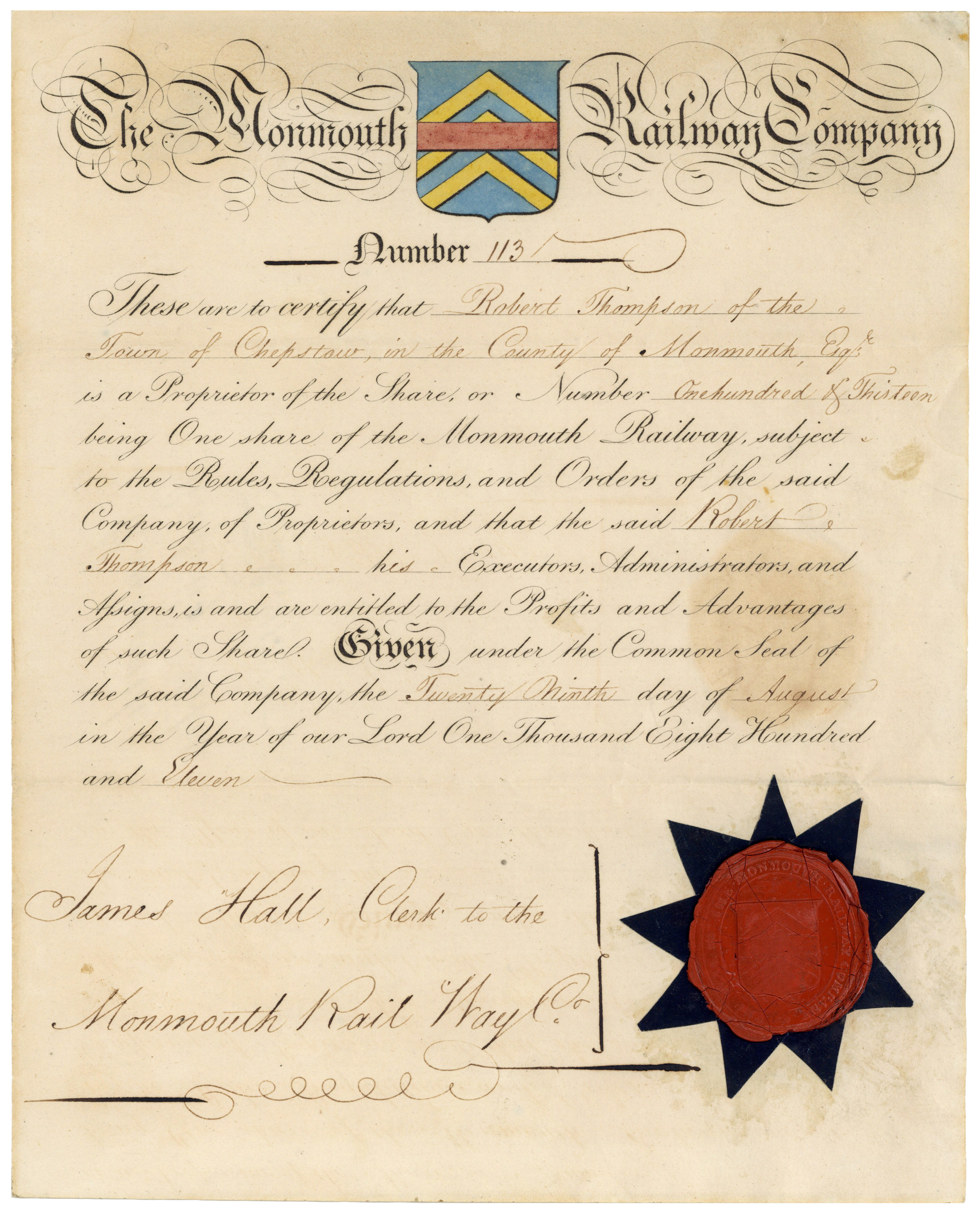
Gründeraktie der Monmouth Railway Company, ausgegeben am 29. August 1811. Die Bahnstrecke der Gesellschaft konnte von Spediteuren gegen eine Mautgebühr mit ihren Pferdefuhrwerken befahren werden.

Die Gesellschaft erhielt am 24. Mai 1810 die Konzession um Bau einer Pferdebahnstrecke von den Bergwerken Howlers Slade im Forest of Dean nach  Coleford und May Hill bei Monmouth. Das Aktienkapital bestand aus 22.000 Pfund, aufgeteilt in Aktien zu je 50 Pfund. Die Strecke mit der Spurweite von 1067 mm (2 ft 6 in) wurde am 17. August 1812 eröffnet, wurde jedoch erst 1817 endgültig fertiggestellt. Nach dem Niedergang des Bergbaus in der Region um Coleford wurde die Strecke ab 1850 wenig genutzt. 1853 wurde die Gesellschaft von der Coleford, Monmouth, Usk and Pontypool Railway erworben, die 1857 in Wyesham Wharf einen Übergang einrichtete.
1883 errichtete die Coleford Railway auf dem vorhandenen Gleisbett eine Normalspurbahnstrecke zwischen Monmouth und Coleford.